# Froelichia floridana
Froelichia floridana là loài thực vật có hoa thuộc họ Dền. Loài này được (Nutt.) Moq. mô tả khoa học đầu tiên năm 1849.